# Une moderne Olympia (1873-1874)
Une moderne Olympia is een schilderij van de Franse impressionistische kunstschilder Paul Cézanne uit 1873-1874, olieverf op linnen, 46 × 55 centimeter groot. Het toont een tafereel waarbij een prostituee door haar zwarte bediende wordt 'onthuld' aan een klant. Het schilderij werd onmiddellijk nadat het was gemaakt overgenomen door kunstverzamelaar dokter Paul Gachet en maakte in 1951 deel uit van de schenking die Gachets zoon Paul deed aan het Louvre. Sinds 1986 bevindt het zich in de collectie van het Musée d'Orsay te Parijs.

## Context
Het is niet ongebruikelijk dat een kunstschilder een reeds door een andere kunstenaar uitgebeeld thema herhaalt of herinterpreteert. Zo schilderde Édouard Manet zijn spraakmakende Olympia naar het voorbeeld van Titiaans Venus van Urbino, dat op zijn beurt verwijst naar Giorgione's Slapende Venus. Cézanne en later ook Paul Gauguin maakten vervolgens weer werken die rechtstreeks gebaseerd waren op de versie van Manet.
Manet beeldde met zijn Olympia een vrouw af die overduidelijk een prostituee is, wachtend op een klant. De naam Olympia verwijst daarbij naar een aldus genaamde dame van lichte zeden uit Alexandre Dumas' roman La dame aux camélias (1848). Deze roman was er de oorzaak van dat 'een Olympia' in Frankrijk vervolgens decennialang synoniem stond voor hoer of courtisane. De titel van het schilderij liet daarmee aan duidelijkheid dan ook niets te wensen over in die tijd. Bovendien kan een referentie naar de Griekse mythologie worden gemaakt door te stellen dat de prostituee in die tijd werd gezien als een moderne godin, zoals Manets vriend Zacharie Astruc dat een jaar voor het ontstaan van diens schilderij expliciet verwoordde in een gedicht.
Cézanne maakte twee nieuwe versies van Manets Olympia, de eerste in 1869-1870 en de tweede in 1873, beide onder de titel Une moderne Olympia. Beide werken beelden hetzelfde tafereel af, maar verschillen aanzienlijk qua uitwerking.

## Ontstaan
Paul Cézanne schilderde zijn tweede versie van Une moderne Olympia tijdens een verblijf bij de kunstverzamelaar dokter Paul Gachet in Auvers-sur-Oise. Paul Gachet junior, de zoon van de arts, zei zich later te herinneren hoe dat in zijn werk was gegaan: Gachet senior had met Cézanne een discussie over zijn bewondering voor Manets Olympia. Cézanne zou zich geërgerd hebben en schijnt zoiets te hebben gezegd als: 'dat kan ik ook, en nog veel gewaagder'. In een zucht zou hij op een klein formaat zijn begonnen aan een schets.

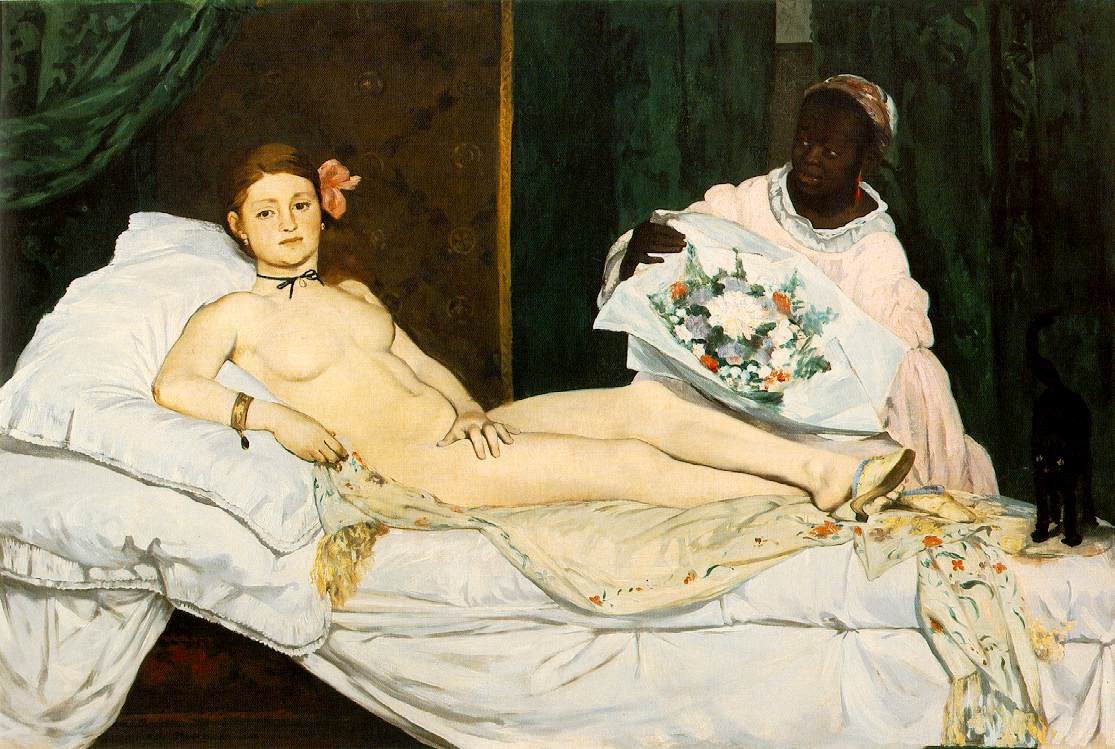
Manets Olympia

Onduidelijk is of de uiteindelijke versie ook die schets betreft of een latere versie. Volgens Paul Gachet junior legde zijn enthousiaste vader direct beslag op de eerste versie, bang dat de schilder het later wilde afmaken en mogelijk bedierf. Veel kunstcritici plaatsen echter vraagtekens bij het verhaal van Gachet junior en wijzen op de weloverwogen compositie en gefaseerde kleuropbreng, die niet in één keer mogelijk zou zijn geweest. Anderzijds had Cézanne het onderwerp drie jaar eerder ook al ter hand genomen en moet hij geweten hebben wat hij wilde schilderen. Hoe het ook zij, tijdens de eerste grote impressionistententoonstelling in 1874 werd het werk tentoongesteld als 'een schets van Cézanne uit de collectie Paul Gachet'.

## Afbeelding
Het thema van Cézannes Une moderne Olympia is onmiskenbaar hetzelfde als dat van Manets Olympia. Het toont een tafereel waarbij een prostituee door haar zwarte 'madame' (of bediende) wordt onthuld aan een toeschouwer, de klant. De naaktheid van de prostituee contrasteert opvallend met de volledig gedistingeerd geklede heer op de voorgrond, die overigens opvallend veel op Cézanne zelf lijkt. Hij zit er een beetje wereldvreemd bij. Anders dan Manets Olympia, waarbij de prostituee nadrukkelijk op de voorgrond is geplaatst en de kijker recht aankijkt, bevindt deze zich in Cézannes werk enigszins naar achteren. De mollige, duidelijk niet als om haar schoonheid weergegeven vrouw, ligt op een weelderig bed, waarvan de lakens iets weg hebben van een wolk. Het tafereel heeft ook nadrukkelijk iets theatraals, hetgeen sterk geaccentueerd wordt door het gordijn aan de linkerkant. De schilder plaatst zich een beetje in de positie van voyeur.
Qua stijl lijkt het werk de nog maar net op gang gekomen stroming van het impressionisme al voorbij te springen en preludeert het op het latere postimpressionisme. De schetsachtige opzet en de grove compositie van kleurvlakken lijkt het eigenlijke onderwerp bijna naar de achtergrond te drukken. Het kleurgebruik is voor die tijd ongewoon helder en fel. Van een afstand bekeken lijkt het bijna alsof zich een visioen voltrekt aan de toekijkende heer. Het geheel heeft iets buitenwerkelijks, neemt de vorm aan van een 'kunstmatig paradijs'.

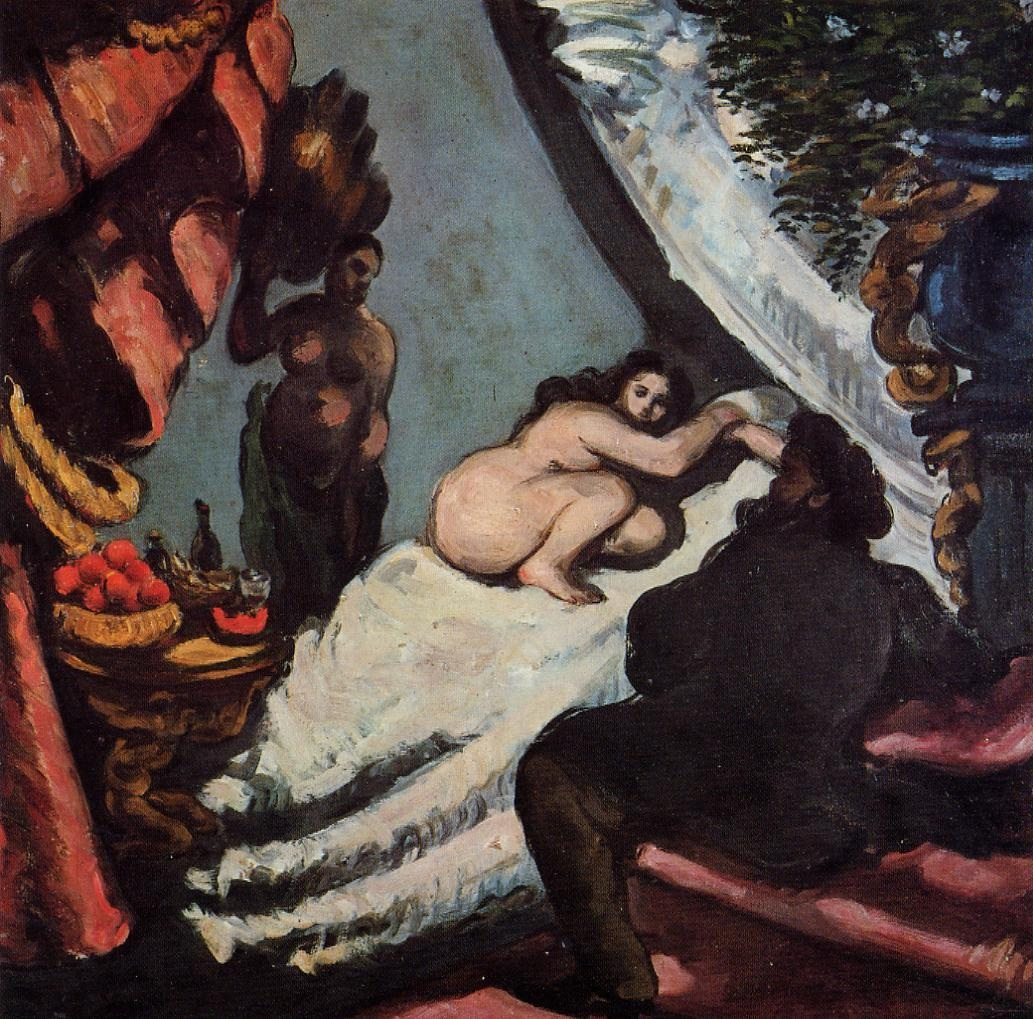
Cézannes versie van Une moderne Olympia uit 1869-1870

## Ontvangst
Cézanne exposeerde Une moderne Olympia, samen met twee andere werken, in 1874 op de eerste grote impressionistententoonstelling, die als een soort alternatieve tegenhanger van de academisch ingestelde Parijse salon was bedoeld. Het schilderij kreeg er veel kritiek, vooral vanwege het controversiële onderwerp, van critici zowel als bezoekers. Mogelijk dat veel mannen zich in de compromitterende situatie van de afgebeelde heer herkenden. Cézanne stelde er een maatschappelijke realiteit mee ter discussie die Émile Zola later in Nana zou beschrijven: 'Nana wordt een elementaire kracht die verwoestend werkt, zonder dit te willen. Door de geur van haar vrouw-zijn vernietigt ze alles wat in haar buurt komt. Het achterwerk in al zijn macht. De kont op een altaar waar allen op offeren'.
Los van de morele kritiek kwam er overigens opvallend weinig commentaar op de voor die tijd sterk vernieuwende vorm en uitwerking van het thema. Volgens kunsthistoricus Hajo Düchting werd het werk waarschijnlijk beschouwd als schets, zoals het ook gepresenteerd werd. In de ogen van de toenmalige toeschouwers moet het onaf hebben geleken en hooguit bedoeld als een soort van voorstudie of oefening. Als kunstwerk leek men het weinig serieus te nemen. Tegenwoordig wordt het vanwege haar voor die tijd opvallende abstractie en bijna hallucinerende uitwerking alom beschouwd als een voorbode van het latere modernisme en een van de hoogtepunten uit het oeuvre van Cézanne.